# Avenue Paul-Vaillant-Couturier (Villejuif)
Pour les articles homonymes, voir Avenue Paul-Vaillant-Couturier.
L`avenue Paul-Vaillant-Couturier est un important axe de circulation de Villejuif dans le Val-de-Marne. Elle suit la route départementale 161.

## Situation et accès

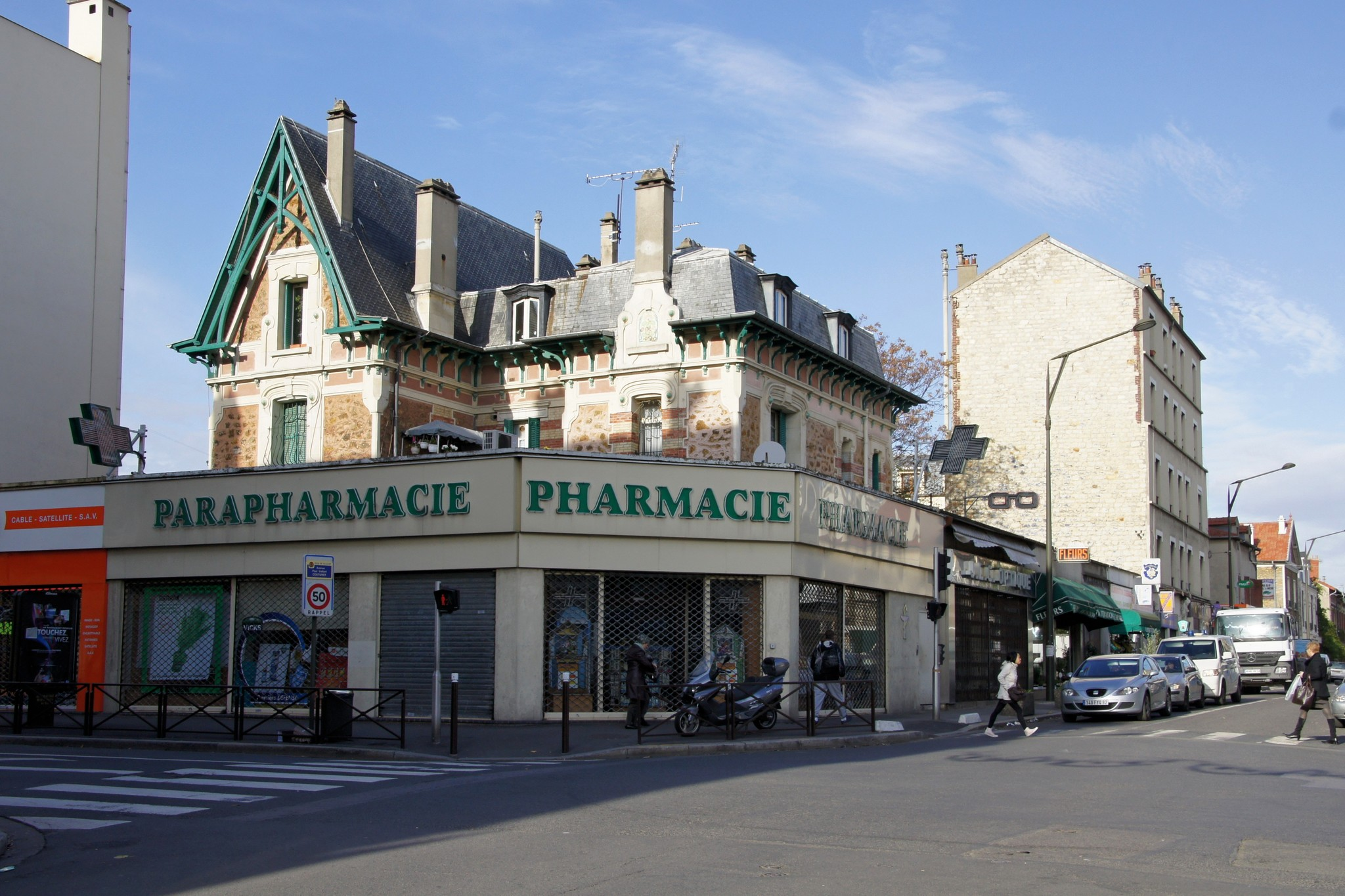
Novembre 2009 à l'angle de la rue Jean-Jaurès, ancienne.

Orientée d'ouest en est, elle marque notamment le début de la rue René-Hamon, de la rue du Colonel-Marchand et de la rue Eugène-Varlin, voies du vieux bourg de Villejuif. Elle croise ensuite la rue Jean-Jaurès, sur l'ancien tracé de la route nationale 7.
À son extrémité orientale, elle est desservie par la station de métro Villejuif - Paul Vaillant-Couturier sur la ligne 7 du métro de Paris.

## Origine du nom
Elle porte le nom de Paul Vaillant-Couturier, (1892-1937) un écrivain, journaliste et homme politique français, cofondateur du Parti communiste français.

## Historique
Cette avenue qui dans le passé était la limite septentrionale du parc du château de Villejuif, fut communément appelée chemin de Montouge, puis rue de la Municipalité, puis enfin avenue des Écoles,. Cette dernière dénomination, postérieure aux années 1900, provenait de la construction, en 1885, d'un groupe scolaire d'une surface de quarante ares, comprenant école maternelle, jardins, salle de cours et salle des fêtes.
Lors du lotissement de ce parc autour de 1914, on construisit sur cette avenue de nombreuses bâtisses dont certaines sont inscrites à l'inventaire général du patrimoine culturel.
En 2014, le parvis Georges-Marchais, qui donne sur l'avenue, nommé en hommage à Georges Marchais, secrétaire général du Parti communiste français (PCF) de 1972 à 1994, fit l'objet d'une polémique à propos d'un projet de changement de nom en faveur du cancérologue Georges Mathé. Le tribunal administratif de Melun trancha en 2016 en faveur de la conservation de son toponyme.

## Bâtiments remarquables et lieux de mémoire

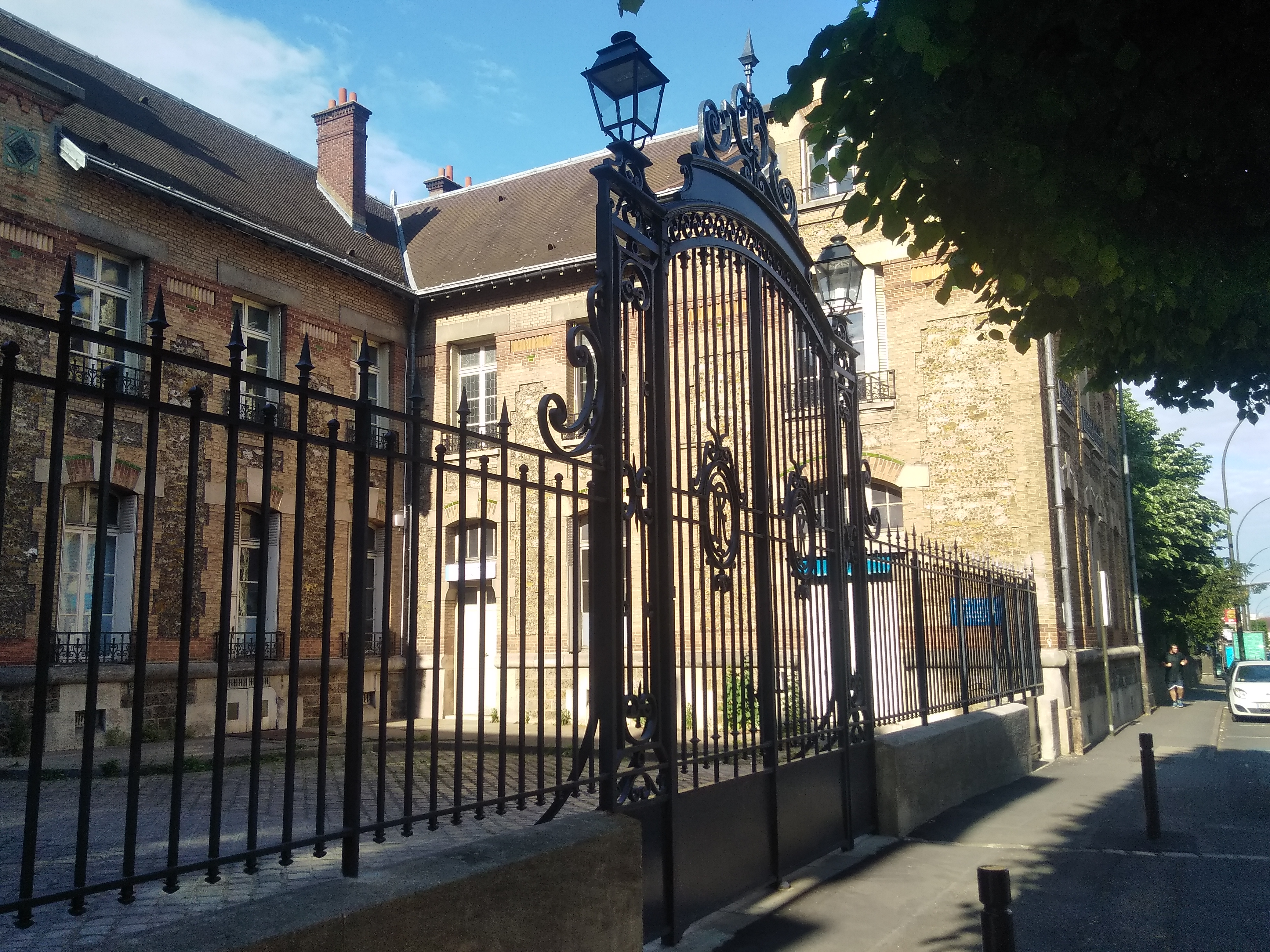
L'entrée de l'hôpital en 2020.

- Hôpital Paul-Brousse, dont les premiers travaux datent du début du XXe siècle.
- Cimetière des Pommiers, mis en service en 1883.